# Kościół Przemienienia Pańskiego w Radomyślu Wielkim
Kościół Przemienienia Pańskiego – rzymskokatolicki kościół parafialny należący do dekanatu Radomyśl Wielki diecezji tarnowskiej.

## Historia
Obecna świątynia została wzniesiona w 1779 roku i konsekrowana przez biskupa tarnowskiego Floriana Amanda Janowskiego w 1787 roku. Później w latach 1925-35 została rozbudowana i mocno przebudowana, zostało w tym czasie przedłużone i podwyższone prezbiterium, podwyższona nawa główna i dobudowana północna nawa boczna oraz przekształcona kaplica południowa w analogiczną nawę boczną. Podczas działań wojennych w 1944 roku świątynia została spalona i zniszczona. Odbudowana została w latach 1945-50. 

## Architektura

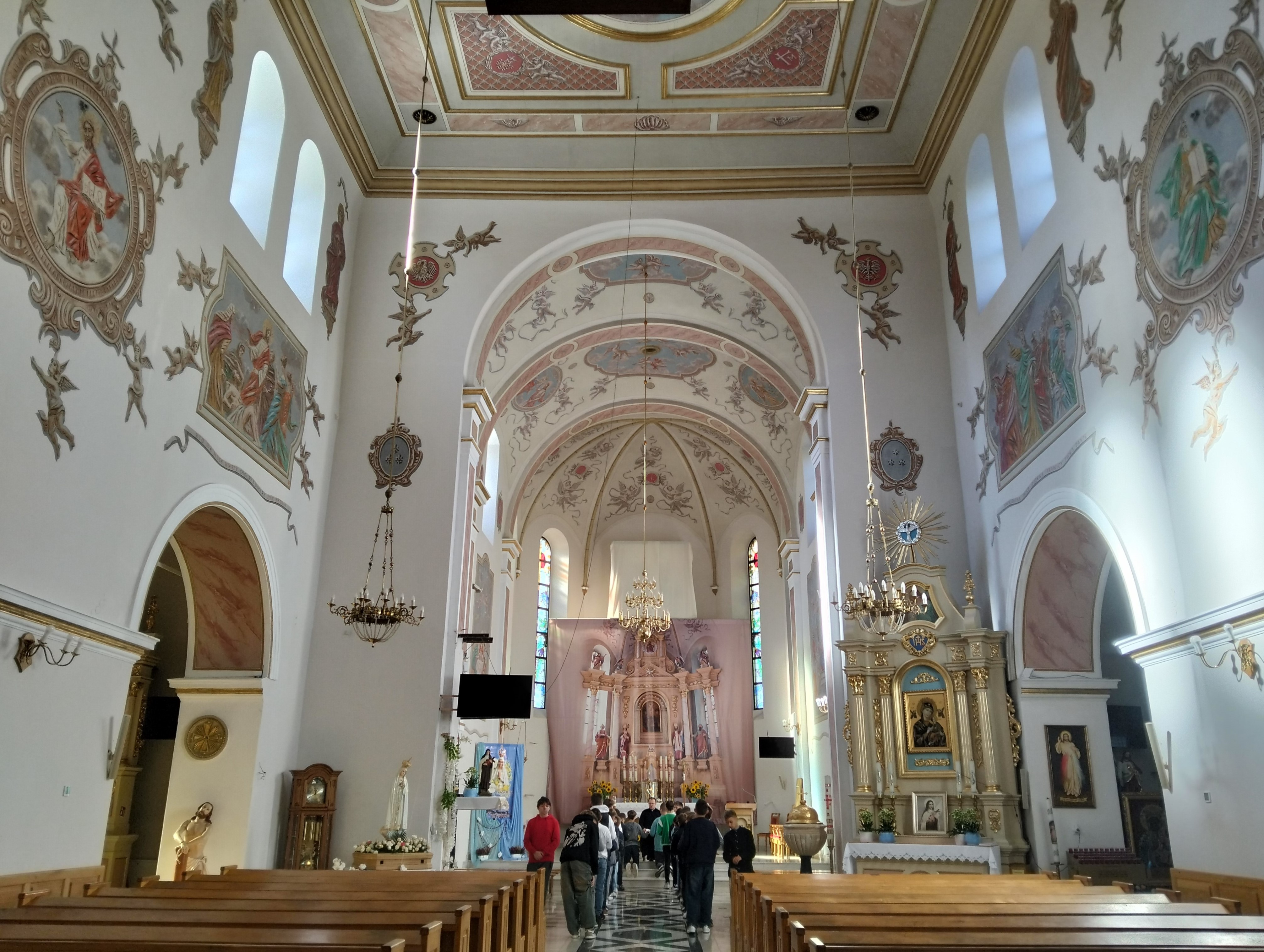
Wnętrze

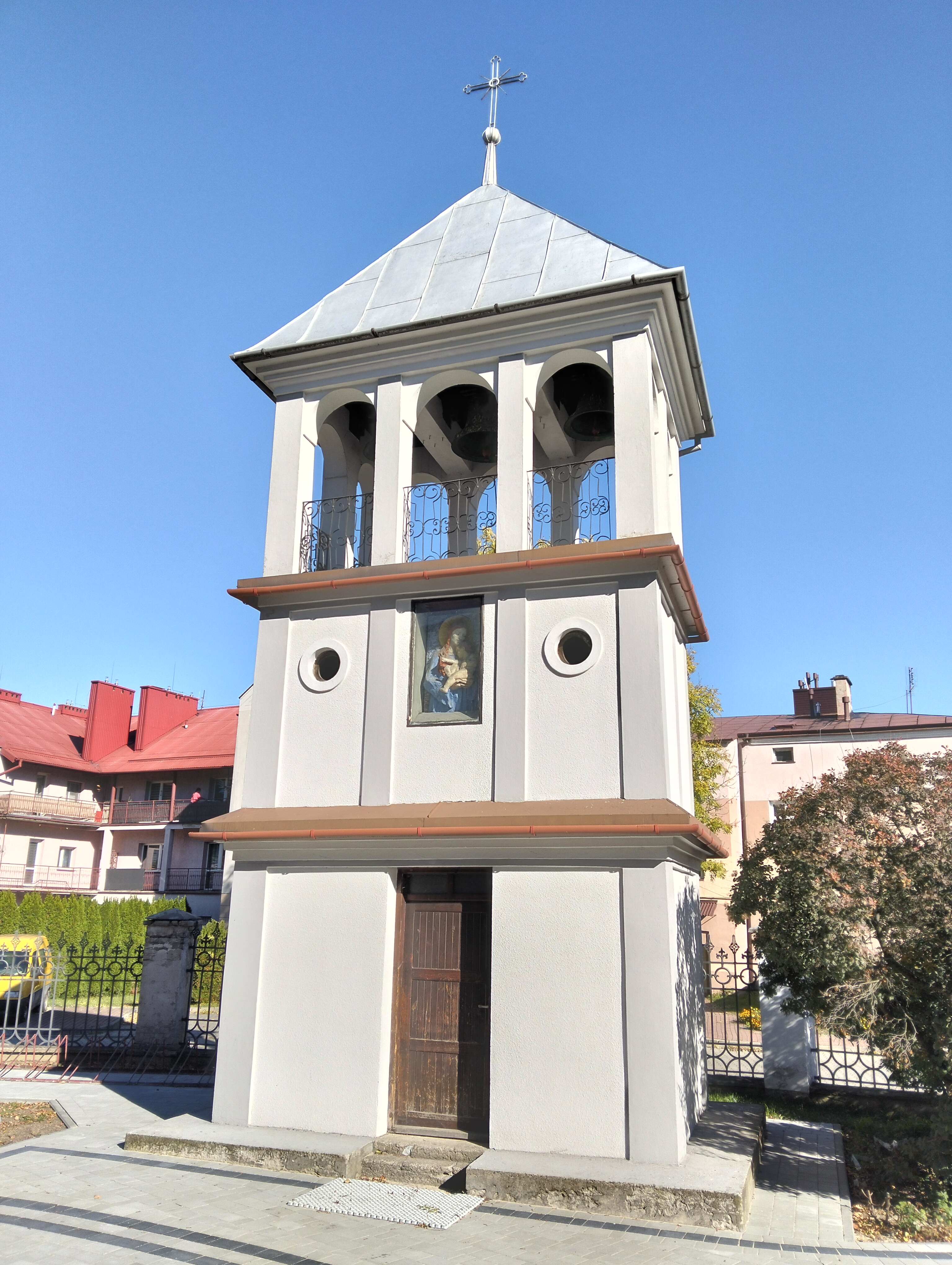
Dzwonnica

Jest to budowla późnobarokowa ze znacznie zatartymi cechami stylowymi. Murowana z cegły i otynkowana. Trzynawowa, bazylikowa, posiadająca prezbiterium zamknięte trójbocznie, po bokach którego są umieszczone dwie dobudówki zakrystyjne. Z przodu przy nawie jest umieszczona dobudówka, być może nieukończona wieża, w jej przyziemiu znajduje się kruchta. Świątynia nakryta jest dachami dwuspadowymi i pulpitowymi. Nad nawą znajduje się wieżyczka na sygnaturkę. Do zakrystii wchodzi się przez portal marmurowy, barokowy powstały być może przed 1779 rokiem. Nad wejściem głównym znajduje się tablica marmurowa Eliasza z Granowa Wodzickiego wykonana w 1784 roku Wnętrze prezbiterium i naw bocznych jest nakryte sklepieniami kolebkowymi z lunetami, nawę główną nakrywa strop płaski. 
Ołtarz główny pochodzi z XX wieku, w nim znajdują się późnobarokowe rzeźby świętych Piotra, Pawła, Stanisława i Wojciecha oraz obraz Przemienienia Pańskiego, zapewne powstały pod koniec XVIII wieku, wielokrotnie restaurowany. Kościół posiada cztery ołtarze boczne, dwa zostały wykonane w 1929 roku przez stolarza Kozioła, dwa pozostałe powstałe w 1951 roku, jeden z nich jest ludowy i posiada motywy rokokowe, wykonał go Jan Baran, drugi został wykonany przez Stanisława Chajca. Obrazy w ołtarzach zostały namalowane przez J. Serednickiego i Piotra Sławińskiego. Ambona powstała w 1950 roku i została wykonana przez Stanisława Chajca. Chrzcielnica jest marmurowa, późnobarokowa i pochodzi być może z końca XVIII wieku Obraz Matki Bożej z Dzieciątkiem, świętymi Anną i Janem Chrzcicielem, powstał według Murilla na początku XIX wieku. Witraże przedstawiają postacie świętych i zostały wykonane około 1950 roku w pracowni Mieczysława Paczki. Rzeźba Chrystusa u słupa, w stylu barokowo-ludowym pochodzi z 1. połowy XIX wieku. Tablica pamiątkowa została ufundowana przez parafian w 2004 roku z okazji 90 urodzin biskupa Ignacego Jeża, emerytowanego ordynariusza diecezji koszalińsko-kołobrzeskiej (zmarłego w 2010 roku). Organy 22-głosowe, zostały wykonane przez Wacława Biernackiego w Krakowie w 1959 roku.